# Модуль шкали грохочення
Модуль шкали грохочення (рос. модуль шкалы грохочения, англ. screening scale module, нім. Siebskalenziffer f) – постійне співвідношення розмірів отворів суміжних сит при грохоченні. При крупному та середньому грохоченні М.ш.г. частіше за все приймають рівним 2 (наприклад, отвори сит: 3; 6; 13; 25; 50; 100 мм). 
Для ситових аналізів застосовують контрольні сита з модулем 101/10 = 1, 259. 